# Stockholm (Atlas Genius)
Stockholm è un singolo del gruppo musicale australiano Atlas Genius, il secondo estratto dal loro secondo album in studio Inanimate Objects, pubblicato il 17 luglio 2015.
Presentato in anteprima da Zane Lowe sul programma radio della Apple Music's Beat 1, il brano è stato utilizzato anche nella colonna sonora del videogioco FIFA 16.

## Tracce
Testi e musiche di Keith Jeffery, Michael Jeffery e Frederik Thaae.
1. Stockholm – 3:11

## Formazione
Atlas Genius
- Keith Jeffery – voce, chitarra, basso, percussioni, tastiera, programmazione
- Michael Jeffery – batteria, percussioni, cori

Altri musicisti
- Frederik Thaae – chitarra, basso, percussioni, tastiera, drum machine, cori
- David Larson – tastiera
- Alan Wilkis – programmazione, cori
- Elyse Rogers – cori
- Carrie Keagan – cori
- Jonny Kaps – cori